# Davon House
Davon Thomas House (Van Nuys, 10 luglio 1989) è un ex giocatore di football americano statunitense che ha militato nel ruolo di cornerback nella National Football League (NFL). Fu scelto nel corso del quarto giro (131º assoluto) del Draft NFL 2012. Al college ha giocato a football all'Università statale del New Mexico.

## Carriera professionistica

### Green Bay Packers
House fu scelto nel corso del quarto giro del Draft 2011 dai Green Bay Packers. Nella sua stagione da rookie scese in campo due volte, nessuna delle quali come titolare, mettendo a segno il primo tackle in carriera nell'ultima settimana della stagione regolare contro i Detroit Lions.
Nella settimana 2 della stagione 2013, House mise a segno il suo secondo sack in carriera ai danni di Robert Griffin III.

### Jacksonville Jaguars
L'11 marzo 2015, House firmò con i Jacksonville Jaguars. Nella prima stagione stabilì un nuovo record di franchigia con 23 passaggi deviati, oltre a un nuovo primato personale di 4 intercetti. Dopo la successiva fu svincolato.

### Ritorno ai Packers
Il 14 marzo 2017, House firmò per fare ritorno ai Green Bay Packers. Si ritirò dopo la stagione 2019.

## Statistiche
| Partite totali      | 72  |
| Partite da titolare | 33  |
| Tackle              | 175 |
| Sack                | 2,0 |
| Intercetti          | 6   |
| Fumble forzati      | 2   |

Statistiche aggiornate alla stagione 2016